# Cuerpo localmente compacto
En álgebra, un cuerpo localmente compacto es aquel cuya topología forma un espacio de Hausdorff localmente compacto. Este tipo de cuerpos se introdujeron originalmente en análisis p-ádico, ya que los cuerpos {\displaystyle \mathbb {Q} _{p}} son espacios topológicos localmente compactos construidos a partir de la norma {\displaystyle |\cdot |_{p}} en {\displaystyle \mathbb {Q} }. La topología (y la estructura del espacio métrico) es esencial, porque permite construir análogos de los cuerpos de números algebraicos en el contexto p-ádico.

## Estructura

### Espacios vectoriales de dimensión finita
Uno de los teoremas de estructura útiles para espacios vectoriales sobre cuerpos localmente compactos es que los espacios vectoriales de dimensión finita tienen solo una clase de norma de equivalencia: la norma del supremo. pg. 58-59

### Extensiones de cuerpos finitos
Dada una extensión de un cuerpo finito {\displaystyle K/F} sobre un cuerpo localmente compacto {\displaystyle F}, hay como máximo una norma de cuerpo única {\displaystyle |\cdot |_{K}} en {\displaystyle K} que extiende la norma del cuerpo {\displaystyle |\cdot |_{F}}; es decir,
{\displaystyle |f|_{K}=|f|_{F}}
para todo {\displaystyle f\in K} que esté en la imagen de {\displaystyle F\hookrightarrow K}. Téngase en cuenta que esto se desprende del teorema anterior y del siguiente recurso: si {\displaystyle ||\cdot ||_{1},||\cdot ||_{2}} son dos normas equivalentes, y 
{\displaystyle ||x||_{1}<||x||_{2}}
, entonces para una constante fija {\displaystyle c_{1}} existe un {\displaystyle N_{0}\in \mathbb {N} } tal que 
{\displaystyle \left({\frac {||x||_{1}}{||x||_{2}}}\right)^{N}<{\frac {1}{c_{1}}}}
 para todo {\displaystyle N\geq N_{0}}, ya que la sucesión generada a partir de las potencias de {\displaystyle N} converge a {\displaystyle 0}.

#### Extensiones finitas de Galois
Si el índice de la extensión es de grado {\displaystyle n=[K:F]} y {\displaystyle K/F} es una extensión de Galois (por lo que todas las soluciones al polinomio mínimo de cualquier {\displaystyle a\in K} también están contenidas en {\displaystyle K}), entonces la norma de cuerpo única {\displaystyle |\cdot |_{K}} se puede construir usando la norma de un cuerpo pg. 61. Esto se define como
{\displaystyle |a|_{K}=|N_{K/F}(a)|^{1/n}}
. Téngase en cuenta que la raíz enésima es necesaria para tener una norma de cuerpo bien definida que se extienda sobre {\displaystyle F}, ya que dado cualquier {\displaystyle f\in K} en la imagen de {\displaystyle F\hookrightarrow K}, su norma es 
{\displaystyle N_{K/F}(f)=\det m_{f}=f^{n}}
, ya que actúa como multiplicación escalar en el espacio vectorial {\displaystyle F} {\displaystyle K}.

## Ejemplos

### Cuerpos finitos
Todos los cuerpos finitos son localmente compactos, ya que pueden equiparse con una topología discreta. En particular, cualquier cuerpo con topología discreta es localmente compacto, ya que cada punto es un entorno de sí mismo, y también el cierre del entorno, y por lo tanto es compacto.

### Cuerpos locales
Los principales ejemplos de cuerpos localmente compactos son los racionales p-ádicos {\displaystyle \mathbb {Q} _{p}} y las extensiones finitas {\displaystyle K/\mathbb {Q} _{p}}. Cada uno de estos casos son ejemplos de cuerpos locales. Téngase en cuenta que la clausura algebraica {\displaystyle {\overline {\mathbb {Q} }}_{p}} y su completación {\displaystyle \mathbb {C} _{p}} no son cuerpos localmente compactos pg. 72 con su topología estándar.

#### Extensiones de cuerpo depX
Las extensiones de cuerpo {\displaystyle K/\mathbb {Q} _{p}} se pueden determinar usando el lema de Hensel. Por ejemplo, {\displaystyle f(x)=x^{2}-7=x^{2}-(2+1\cdot 5)} no tiene soluciones en {\displaystyle \mathbb {Q} _{5}}, ya que 
{\displaystyle {\frac {d}{dx}}(x^{2}-5)=2x}
 solo es igual a cero mod {\displaystyle p} si   {\displaystyle x\equiv 0{\text{ }}(p)}, pero {\displaystyle x^{2}-7} no tiene soluciones mod {\displaystyle 5}. Por lo tanto, {\displaystyle \mathbb {Q} _{5}({\sqrt {7}})/\mathbb {Q} _{5}} es una extensión de cuerpo cuadrática.